# 古竹陈家祠
古竹陈家祠为古竹抗日民众自卫大队、广东青年抗日先锋队紫金支队旧址，为河源市和平县的一个县级文物保护单位，类型为近现代重要史迹及代表性建筑，公布时间为1992年1月。
古竹抗日民众自卫大队、广东青年抗日先锋队紫金支队的历史年代为1938年。